# Acacia erioloba
Vachellia erioloba là một loài thực vật có hoa trong họ Đậu. Loài này được E.Mey. miêu tả khoa học đầu tiên.

## Hình ảnh

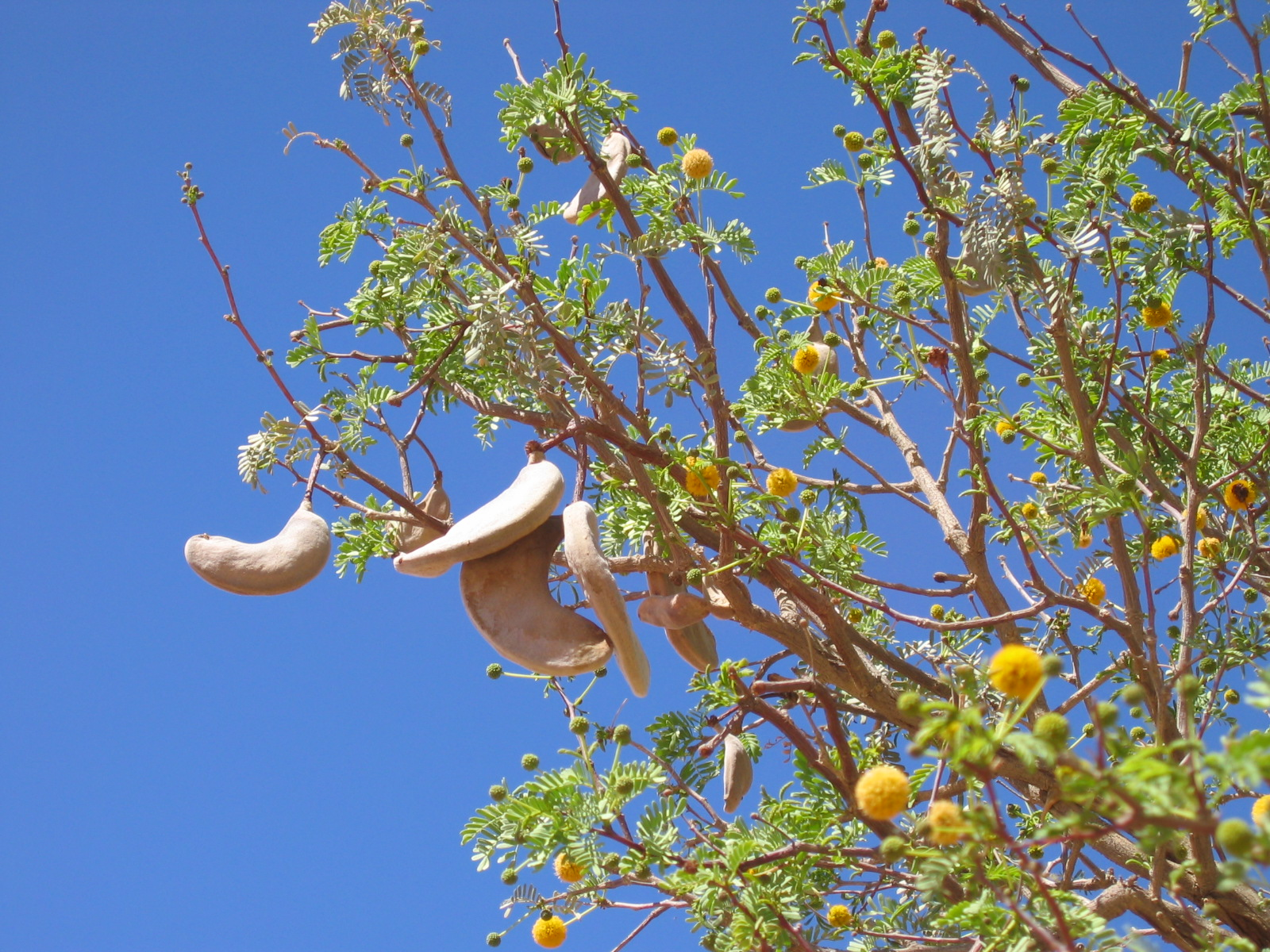
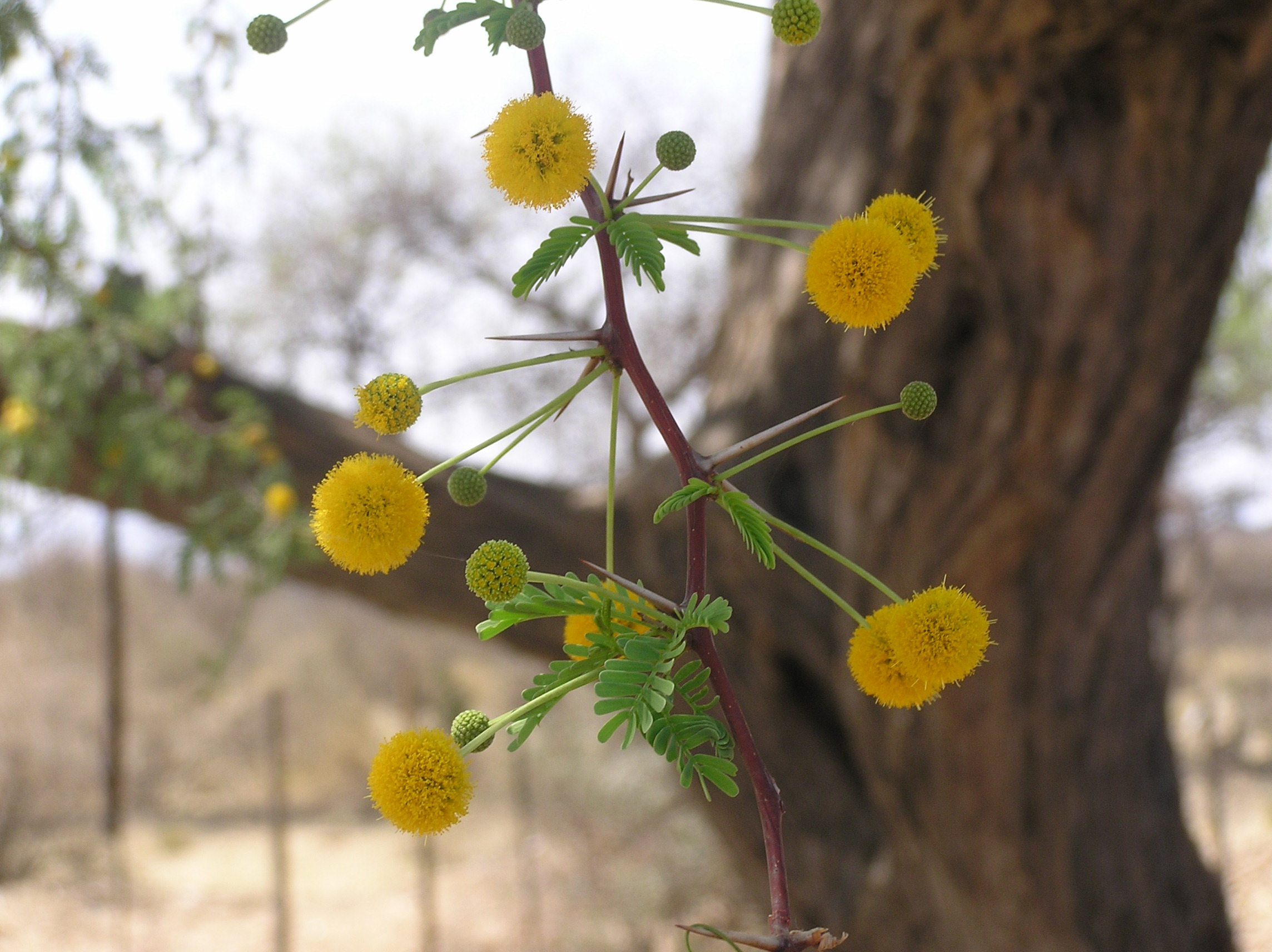
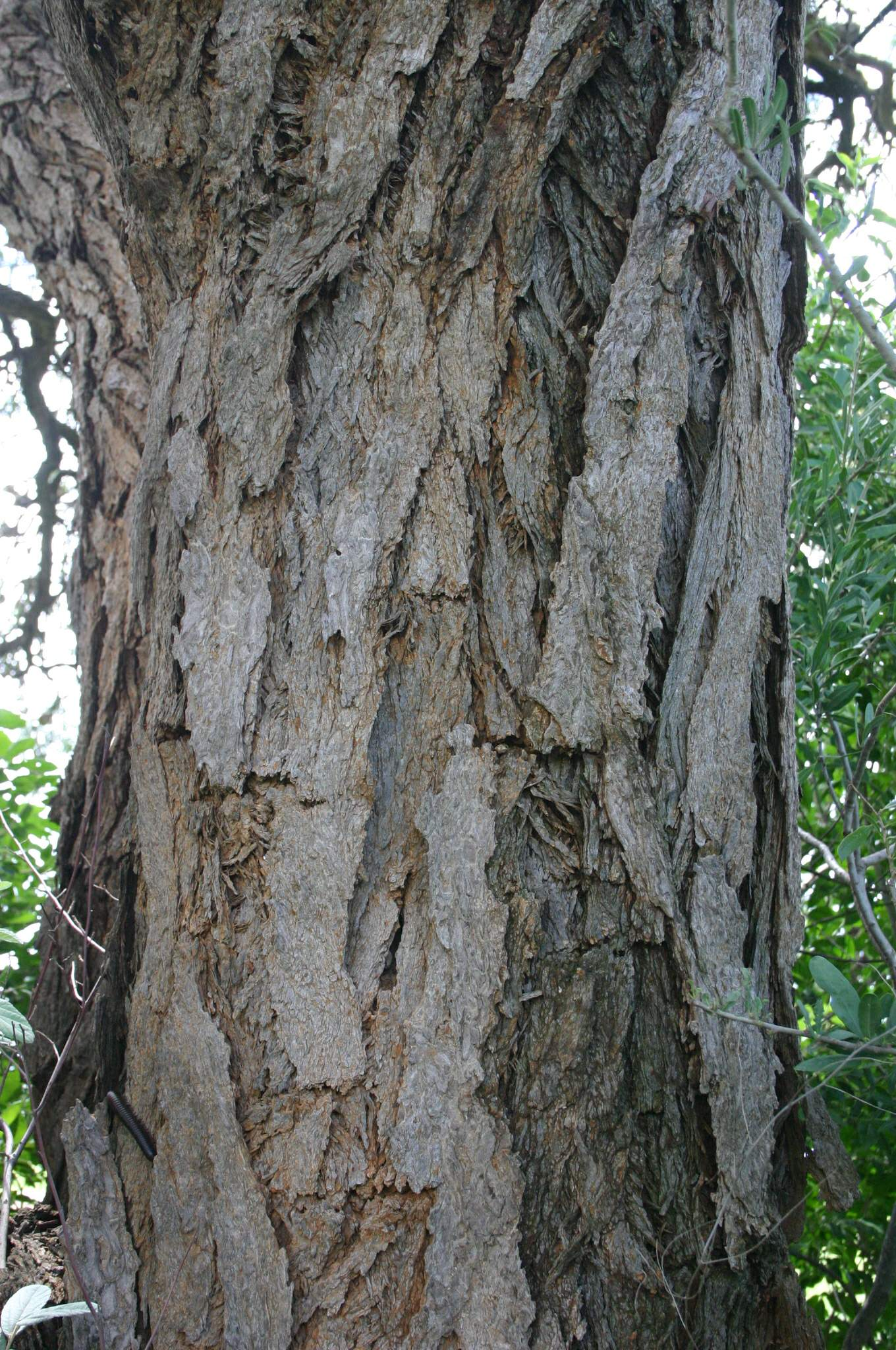
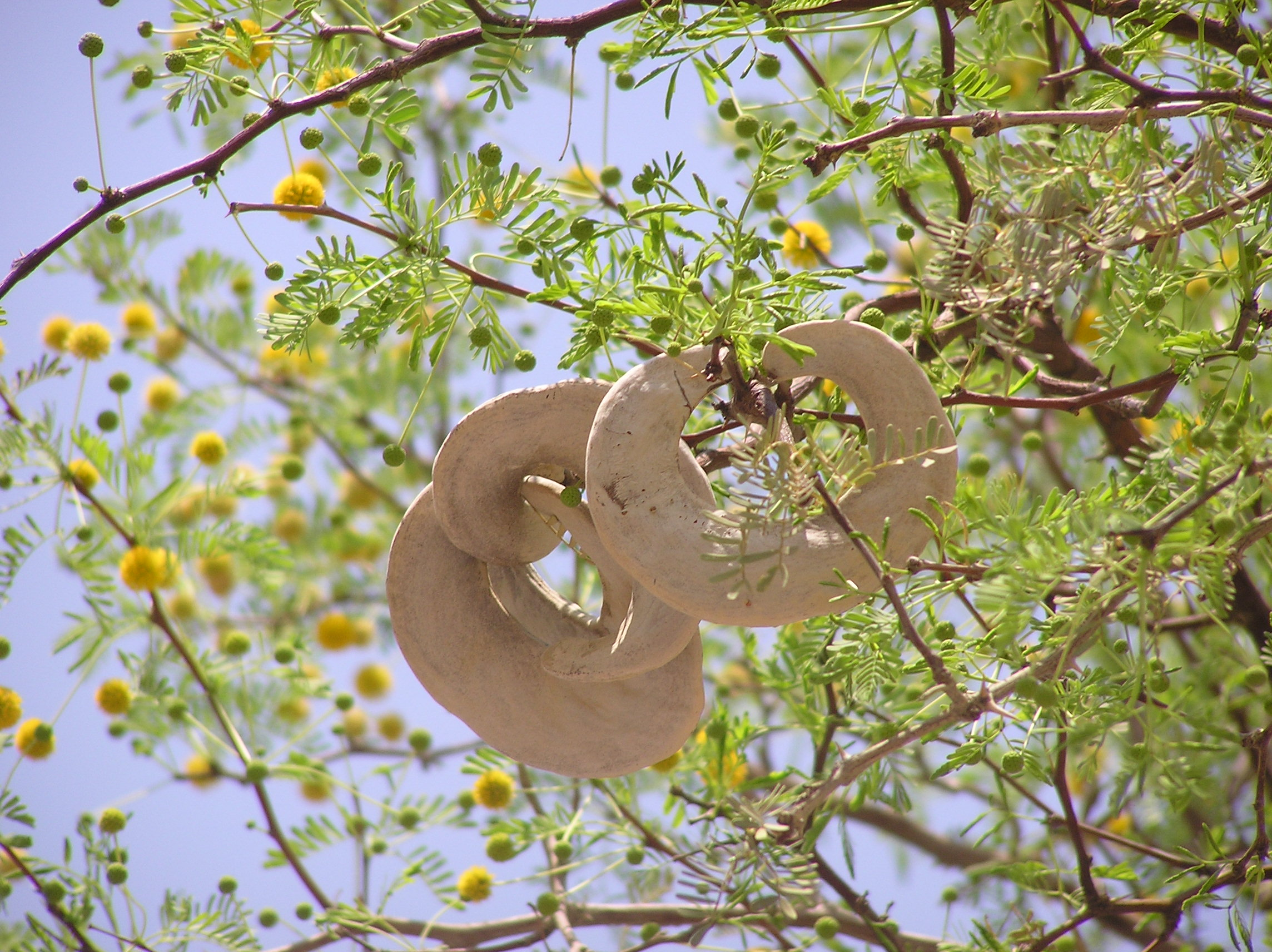
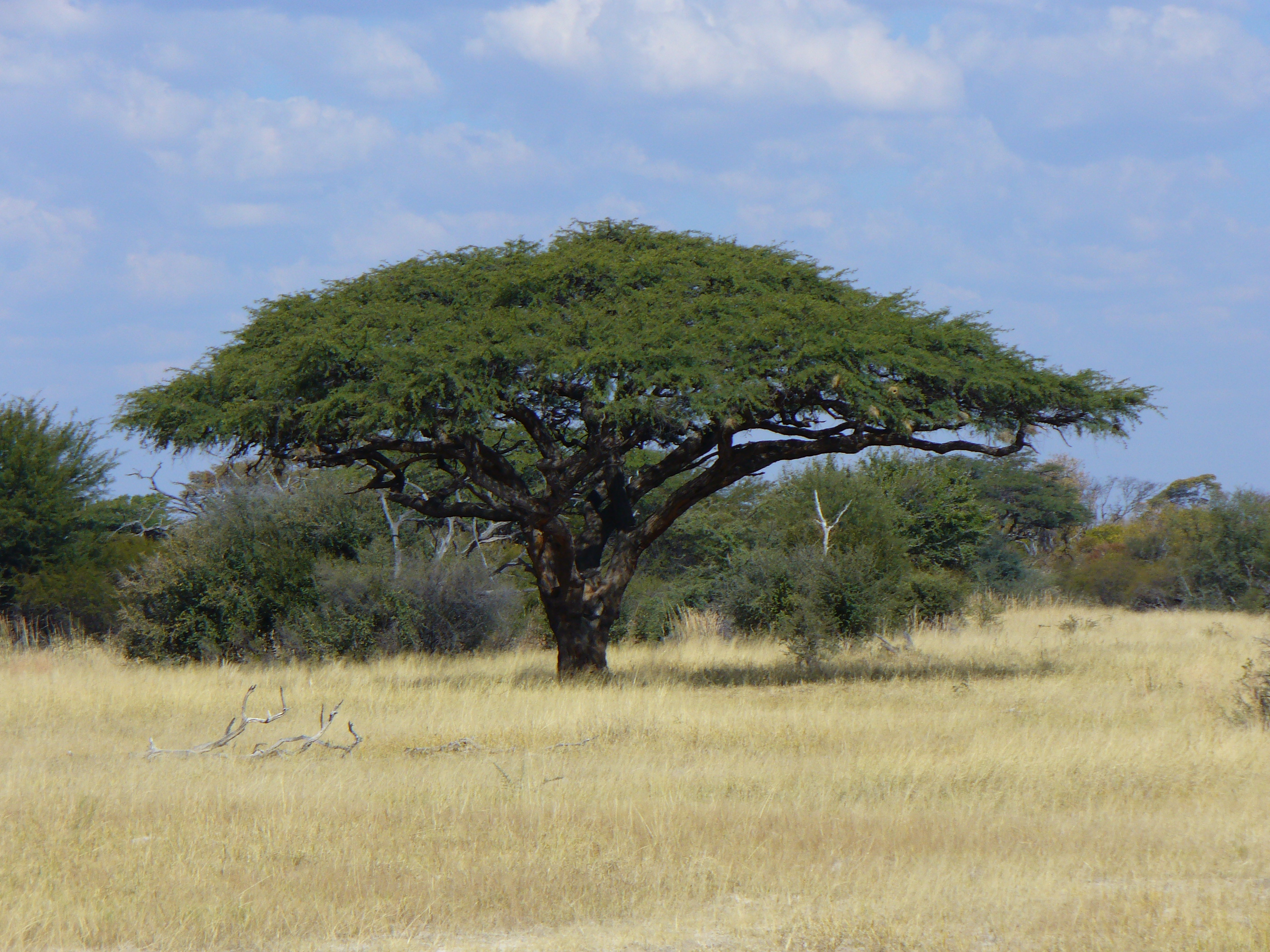
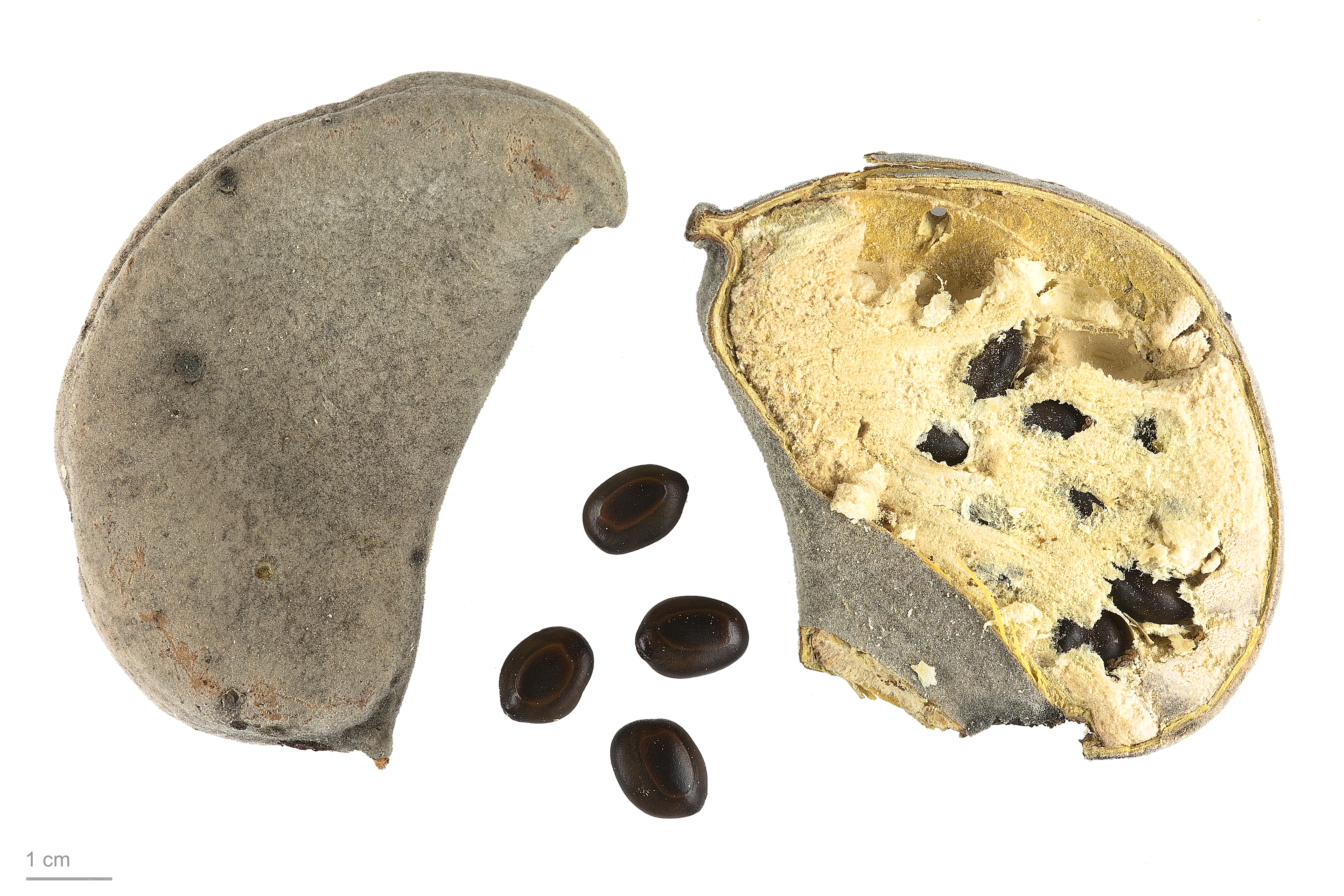
Vachellia erioloba - Museum specimen